# Голуб'ятин
Голуб'я́тин — село в Україні, у Попільнянській селищній територіальній громаді Житомирського району Житомирської області. Чисельність населення становить 605 осіб (2001). У 1923—2016 роках — адміністративний центр колишньої однойменної сільської ради.

## Загальна інформація
Розташоване за 15 км південніше Попільні та від залізничної станції Попільня, на березі річки Роставиці, притоки Росі.

## Населення
В середині 19 століття в поселенні налічувалося 500 мешканців. За довідником 1885 року в селі мешкала 751 особа, налічувалося 85 дворових господарств.
Відповідно до результатів перепису населення Російської імперії 1897 року, загальна кількість мешканців становила 1 252 особи, з них: православних — 1 208, чоловіків — 627, жінок — 625.
Наприкінці 19 століття в поселенні проживало 1 219 осіб, з них 617 чоловіків та 602 жінки, дворів — 85.
На початок 1970-х років село мало 400 дворів із населенням 1 047 осіб.
Відповідно до результатів перепису населення СРСР, кількість населення станом на 12 січня 1989 року становила 666 осіб. Станом на 5 грудня 2001 року, відповідно до перепису населення України, кількість мешканців села становила 605 осіб.

### Мова
Розподіл населення за рідною мовою за даними перепису 2001 року:
| Мова            | Кількість | Відсоток |
| --------------- | --------- | -------- |
| українська      | 581       | 96.03 %  |
| румунська       | 16        | 2.64 %   |
| російська       | 7         | 1.16 %   |
| інші/не вказали | 1         | 0.17 %   |
| Усього          | 605       | 100 %    |

## Історія
Відоме з 17 століття. Згадується у люстрації Київського воєводства 1754 року, було там 10 дворів.
В середині 19 століття — сільце Сквирського повіту Київської губернії. Лежало на правому березі річки Раставиця, за 5 верст вище від Паволочі. Входило до православної парафії у Паволочі, належало до Бистрицького маєтку поміщиці Челищевої.
За довідником 1885 року — колишнє поміщицьке село Паволоцької волості Сквирського повіту Київської губернії, на річці Роставиці. Були православна каплиця, школа, заїзд, водяний млин.
Наприкінці 19 століття — сільце Паволоцької волості Сквирського повіту Київської губернії, на річці Роставиці. Відстань до повітового центру, м. Сквира — 20 верст, до центру волості містечка Паволочі, де знаходилася найближча поштова земська станція — 4 версти, до найближчої залізничної станції в Попільні, де розміщувалася також найближча поштово-телеграфна станція — 10 верст. Основним заняттям мешканців було хліборобство. У поселенні числилося 1 197 десятин землі, з яких 572 десятини належаоа поміщикам, 625 десятин — селянам. Власність Теофіли Шкляревич, господарювала сама поміщиця, застосовувала трипільну сівозміну. Були православна церква, церковно-парафіяльна школа, водяний млин (належав поміщиці), фельдшер. Пожежна команда складалася з 2 бочок та 6 багрів.
У 1923 році увійшло до складу новоствореної Голуб'ятинської сільської ради, яка 7 березня 1923 року увійшла до складу новоутвореного Попільнянського району Білоцерківської округи; адміністративний центр ради.
На фронтах Другої світової війни воювало понад 200 селян, 90 з них нагороджені орденами й медалями, 169 загинули. У 1970 році на їх честь встановлено пам'ятник.
В радянські часи в селі розміщувалася центральна садиба колгоспу, який обробляв 1 943,7 га земель, в тому числі 1 834,8 га — рілля. Господарство вирощувало зернові і технічні культури, розвивало молочно-м'ясне тваринництво. 230 колгоспників нагороджено орденами й медалями СРСР, серед них ланкову Г. Я. Голійчук — орденом Жовтневої Революції, доярку А. Ю. Осипчук — орденом Трудового Червоного Прапора. У селі були восьмирічна школа, клуб, дві бібліотеки, фельдшерсько-акушерський пункт, сезонні дитячі ясла, відділення зв'язку, 3 магазини.
29 червня 1960 року, відповідно до рішення Житомирського облвиконкому № 683 «Про об'єднання деяких населених пунктів в районах області», в зв'язку з фактичним злиттям приєднано хутір Брідок.
17 серпня 2016 року включене до складу новоутвореної Попільнянської селищної територіальної громади Попільнянського району Житомирської області. Від 19 липня 2020 року, разом з громадою, в складі новоствореного Житомирського району Житомирської області.